# 조순명
조순명(趙淳明)은 대한민국의 작가, 저술가이다. 기독교운동가 함석헌의 외조카뻘이 된다. 저술, 출판 활동 등을 하였고 한때 함석헌을 공개비판하는 책을 출간하여 논란이 되기도 했다.

## 저서
- 함석헌과 한국지성들 상,하 (홍익재, 1997)
- 거짓예언자 함석헌 (협동출판사, 1982)
- 웬말인가 함석헌:해방40년 종교언론 민권운동 이면사 (대학사, 1986)

## 같이 보기
- 기독교 사회 운동
- 함석헌
- 류영모
- 문익환
- 김용준